# 塞巴斯蒂安·杜巴比爾
塞巴斯蒂安·杜巴比爾（西班牙語：Sebastián Dubarbier；1986年2月19日—）是一位阿根廷足球運動員。在場上的位置是中場和左後衛。他現在效力於西乙球隊拉科魯尼亞。他也擁有意大利護照。